# Prima Divisione Marche 1951-1952
La Prima Divisione fu il massimo campionato regionale di calcio disputato nelle Marche nella stagione 1951-1952.
Questa stagione fu molto particolare per le società che disputavano i campionati regionali. A livello nazionale, infatti, la FIGC aveva approvato il Lodo Barassi, una riforma della struttura piramidale dei campionati che avrebbe, tra l'altro, istituito un nuovo massimo campionato regionale denominato Promozione. Il meccanismo della riforma premiò le piccole realtà come la Lega Regionale Marchigiana che, avendo una Prima Divisione a girone unico, non potevano subire alcun taglio dalla creazione della nuova categoria.
Contrariamente a molte altre leghe, infatti, la lega marchigiana decise di anticipare in larga misura la riforma, deliberando lei stessa l'immediato passaggio ad un solo raggruppamento per tutta la regione ed escludendo le formazioni riserve. Essendo sedici i posti per la nuova Promozione, e sette le società marchigiane iscritte alla sovrastante Lega Interregionale Centro, l'accesso al nuovo campionato regionale fu garantito alle prime nove classificate, ferme restando le speranze per le inseguitrici a seconda degli esiti della categoria superiore.
L'ottima stagioni dei club marchigiani affiliati alla Lega Interregionale Centro fece sì che solo tre club vennero alfine relegati nei campionati della Lega Regionale Marchigiana, comportando a cascata la retrocessione solamente delle quattro peggior piazzate in Prima Divisione. Anzi, il successivo scioglimento della Robur Grottammare permise alla Lega di deliberare il ripescaggio anche del Falco Acqualagna. Un caso particolare fu poi quello della prima esclusa, l'Andreanelli Ancona, che riuscì infine anch'essa ad inserirsi in Promozione Regionale, ma per vie traverse: non infatti nelle Marche, ma bensì in Umbria, invitata dalla lega locale che non riusciva a trovare sufficienti club per attivare il nuovo campionato di sua competenza.

## Squadre Partecipanti
| Squadra                      | Città (provincia)       | Stagione precedente |
| ---------------------------- | ----------------------- | ------------------- |
| S.P. Alma Juventus Fano      | Fano (PS)               |                     |
| G.S. Cantieri Navali Riuniti | Ancona                  |                     |
| S.S. Ennio Passamonti        | Camerino (MC)           |                     |
| S.S. Enzo Andreanelli        | Ancona                  |                     |
| U.S. Falco                   | Acqualagna (PS)         |                     |
| U.S. Filottranese            | Filottrano (AN)         |                     |
| U.S. Loreto                  | Loreto (AN)             |                     |
| S.S. Matelica                | Matelica (MC)           |                     |
| U.S. Osimana                 | Osimo (AN)              |                     |
| U.S. Pergolese               | Pergola (PS)            |                     |
| U.S. Portocivitanovese       | Porto Civitanova (MC)   |                     |
| S.S. Portorecanati           | Porto Recanati (MC)     |                     |
| S.S. Pro Calcio Ascoli       | Ascoli Piceno           |                     |
| U.S. Recanatese              | Recanati (MC)           |                     |
| S.S. Robur                   | Grottammare (AP)        |                     |
| A.S. San Crispino            | Porto Sant'Elpidio (AP) |                     |
| U.S. Tolentino               | Tolentino (MC)          |                     |

## Classifica finale
|  | Pos. | Squadra                      | Pt | G  | V  | N  | P  | GF | GS | DR  |
|  | ---- | ---------------------------- | -- | -- | -- | -- | -- | -- | -- | --- |
|  | 1.   | Portorecanati                | 49 | 32 | 22 | 5  | 5  | 70 | 23 | +47 |
|  | 2.   | Recanatese                   | 47 | 32 | 21 | 5  | 6  | 75 | 32 | +43 |
|  | 3.   | Robur Grottammare            | 44 | 32 | 17 | 10 | 5  | 74 | 35 | +39 |
|  | 4.   | Osimana                      | 42 | 32 | 20 | 2  | 10 | 59 | 47 | +12 |
|  | 5.   | Fano                         | 40 | 32 | 17 | 6  | 9  | 65 | 40 | +25 |
|  | 6.   | Pro Calcio Ascoli            | 38 | 32 | 17 | 4  | 11 | 69 | 41 | +28 |
|  | 6.   | Ennio Passamonti             | 38 | 32 | 15 | 8  | 9  | 62 | 47 | +15 |
|  | 8.   | Portocivitanovese            | 36 | 32 | 16 | 4  | 12 | 69 | 56 | +13 |
|  | 9.   | San Crispino                 | 35 | 32 | 15 | 5  | 12 | 62 | 56 | +6  |
|  | 10.  | Tolentino                    | 33 | 32 | 11 | 11 | 10 | 51 | 40 | +11 |
|  | 11.  | Pergolese                    | 30 | 32 | 12 | 6  | 14 | 48 | 60 | -12 |
|  | 11.  | Matelica                     | 30 | 32 | 12 | 6  | 14 | 51 | 70 | -19 |
|  | 13.  | Filottranese                 | 23 | 32 | 9  | 5  | 18 | 38 | 64 | -26 |
|  | 14.  | Falco                        | 22 | 32 | 9  | 4  | 19 | 37 | 61 | -24 |
|  | 15.  | Enzo Andreanelli             | 19 | 32 | 6  | 7  | 19 | 26 | 64 | -38 |
|  | 16.  | Cantieri Navali Riuniti (-1) | 9  | 32 | 3  | 4  | 25 | 27 | 78 | -71 |
|  | 17.  | Loreto                       | 8  | 32 | 2  | 4  | 26 | 23 | 92 | -69 |

Legenda:

      Campione regionale marchigiano.
      Retrocesso in Seconda Divisione, che dalla stagione 1952-1953 cambiò nome da Seconda a Prima Divisione.
  Non iscritto la stagione successiva.
  Retrocesso e successivamente riammesso.
Regolamento:
Due punti a vittoria, uno a pareggio, zero a sconfitta.
Pari merito in caso di pari punti.
Note:
Cantieri Navali Ancona ha scontato 1 punto di penalizzazione in classifica per una rinuncia.
Robur Grottammare disciolta e radiata.
Falco Acqualagna  ripescato al posto della Robur Grottammare.
Enzo Andreanelli ripescato ed inserito nel campionato umbro di Promozione Regionale.